# Olympische Sommerspiele 1972/Gewichtheben – Fliegengewicht (Männer)
Das Gewichtheben im Fliegengewicht bei den Olympischen Sommerspielen 1972 in München wurde am 27. August in der Gewichtheberhalle auf dem Messegelände Theresienhöhe ausgetragen.
Der Wettkampf galt gleichzeitig als Weltmeisterschaft. Somit wurden in den jeweiligen Teildisziplinen auch Weltmeisterschaftsmedaillen vergeben.

## Wettkampfformat
Die Athleten traten im sogenannten Dreikampf gegeneinander an. Dieser bestand aus den Disziplinen Drücken, Reißen und Stoßen. Jeder Athlet hatte für jede der drei Disziplinen drei Versuche, der beste Versuch einer jeden Disziplin wurde gewertet und mit den anderen addiert. Sieger war der Athlet, welcher hieraus das meiste Gesamtgewicht vorweisen konnte.

## Neue Rekorde
Folgende neue Rekorde wurden während des Wettkampfes aufgestellt:
| Weltrekord         | Stoßen    | Gyi Aung ( Birma)            | 105,0 kg |
| Olympischer Rekord | Stoßen    | Pak Dong-geun ( Nordkorea)   | 130,0 kg |
| Olympischer Rekord | Drücken   | Zygmunt Smalcerz ( Polen)    | 112,5 kg |
| Olympischer Rekord | Drücken   | Sándor Holczreiter ( Ungarn) | 112,5 kg |
| Olympischer Rekord | Dreikampf | Zygmunt Smalcerz ( Polen)    | 337,5 kg |

## Ergebnisse
| Rang   | Athlet               | Nation      | Kgw.  | Drücken (kg) | Drücken (kg) | Drücken (kg) | Drücken (kg) | Reißen (kg) | Reißen (kg) | Reißen (kg) | Reißen (kg) | Stoßen (kg) | Stoßen (kg) | Stoßen (kg) | Stoßen (kg) | Gesamt (kg) |
| Rang   | Athlet               | Nation      | Kgw.  | 1            | 2            | 3            | Erg.         | 1           | 2           | 3           | Erg.        | 1           | 2           | 3           | Erg.        | Gesamt (kg) |
| ------ | -------------------- | ----------- | ----- | ------------ | ------------ | ------------ | ------------ | ----------- | ----------- | ----------- | ----------- | ----------- | ----------- | ----------- | ----------- | ----------- |
| 1      | Zygmunt Smalcerz     | Polen       | 51,60 | 107,5        | 112,5        | 112,5        | 112,5 OR     | 95,0        | 100,0       | 102,5       | 100,0       | 125,0       | 130,0       | 130,0       | 125,0       | 337,5 OR    |
| 2      | Lajos Szűcs          | Ungarn      | 51,40 | 102,5        | 107,5        | 112,5        | 107,5        | 90,0        | 95,0        | 95,0        | 95,0        | 122,5       | 127,5       | 135,0       | 127,5       | 330,0       |
| 3      | Sándor Holczreiter   | Ungarn      | 51,75 | 112,5        | 112,5        | 120,0        | 112,5 OR     | 92,5        | 92,5        | 97,5        | 92,5        | 122,5       | 122,5       | 127,5       | 122,5       | 327,5       |
| 4      | Tetsuhide Sasaki     | Japan       | 51,80 | 97,5         | 102,5        | 105,0        | 105,0        | 90,0        | 95,0        | 97,5        | 97,5        | 120,0       | 125,0       | 125,0       | 120,0       | 322,5       |
| 5      | Gyi Aung             | Birma       | 51,50 | 85,0         | 90,0         | 95,0         | 95,0         | 95,0        | 100,0       | 105,0       | 105,0 WR    | 115,0       | 120,0       | 125,0       | 120,0       | 320,0       |
| 6      | Pak Dong-geun        | Nordkorea   | 52,00 | 92,5         | 97,5         | 100,0        | 97,5         | 90,0        | 90,0        | 90,0        | 90,0        | 122,5       | 127,5       | 130,0       | 130,0 OR    | 317,5       |
| 7      | Chaiya Sukchinda     | Thailand    | 51,40 | 95,0         | 100,0        | 105,0        | 100,0        | 92,5        | 92,5        | 97,5        | 92,5        | 120,0       | 120,0       | 127,5       | 120,0       | 312,5       |
| 8      | Ion Hortopan         | Rumänien    | 51,70 | 90,0         | 95,0         | 97,5         | 97,5         | 90,0        | 95,0        | 97,5        | 95,0        | 110,0       | 15,0        | 117,5       | 117,5       | 310,0       |
| 9      | Charles Depthios     | Indonesien  | 51,95 | 95,0         | 100,0        | 100,0        | 95,0         | 90,0        | 90,0        | 95,0        | 90,0        | 125,0       | 125,0       | 125,0       | 125,0       | 310,0       |
| 10     | Lester Francel       | Kolumbien   | 52,00 | 95,0         | 100,0        | 105,0        | 100,0        | 80,0        | 80,0        | 85,0        | 85,0        | 112,5       | 117,5       | 120,0       | 117,5       | 302,5       |
| 11     | Anil Mondal          | Indien      | 51,65 | 85,0         | 90,0         | 95,0         | 95,0         | 80,0        | 85,0        | 90,0        | 85,0        | 107,5       | 112,5       | 117,5       | 117,5       | 297,5       |
| 12     | Kyujiro Saito        | Japan       | 51,80 | 95,0         | 95,0         | 100,0        | 95,0         | 90,0        | 95,0        | 97,5        | 90,0        | 110,0       | 122,5       | 122,5       | 110,0       | 295,0       |
| 13     | Chun Hon Chan        | Kanada      | 52,00 | 87,5         | 92,5         | 92,5         | 92,5         | 87,5        | 87,5        | 92,5        | 87,5        | 107,5       | 112,5       | 115,0       | 112,5       | 292,5       |
| 14     | Nigel Trance         | Philippinen | 51,80 | 85,0         | 85,0         | 85,0         | 85,0         | 85,0        | 90,0        | 92,5        | 90,0        | 115,0       | 120,0       | 122,5       | 115,0       | 290,0       |
| (10) 1 | Mohammad Reza Nasehi | Iran        | 51,95 | 95,0         | 100,0        | 100,0        | 95,0         | 90,0        | 95,0        | 95,0        | 90,0        | 115,0       | 120,0       | 122,5       | 120,0       | DSQ [305,0] |
|        | Salvador del Rosario | Philippinen | 51,55 | 92,5         | 97,5         | 97,5         | 97,5         | 90,0        | 90,0        | 95,0        | 95,0        | 120,0       | 120,0       | 122,5       | NVL         | DNF         |
|        | Waldemar Korcz       | Polen       | 51,80 | 102,5        | 102,5        | 107,5        | 102,5        | 92,5        | 97,5        | 97,5        | 92,5        | 125,0       | 125,0       | 127,5       | NVL         | DNF         |